# Diane Caldwell
Diane Evelyn Caldwell (* 11. September 1988) ist eine irische Fußballnationalspielerin, die von 2016 bis 2020 beim SC Sand in der Frauen-Bundesliga  und von 2006 bis 2024 für die irische Fußballnationalmannschaft der Frauen spielte.

## Karriere

### Vereine
Während ihres Studiums an der Hofstra University spielte Caldwell von 2006 bis 2009 für die dortige Universitätsmannschaft der Hofstra Pride. 2010 lief sie für den W-League-Teilnehmer Hudson Valley Quickstrike Lady Blues auf, mit dem sie die Play-offs erreichte. Nach einer Saison bei der isländischen Spielgemeinschaft Þór/KA in der Pepsideild kvenna wechselte sie zur Saison 2012 zum norwegischen Zweitligisten Avaldsnes IL, mit dem ihr umgehend den Aufstieg in die Toppserien gelang und mit dem sie in der Folge zweimal das norwegische Pokalfinale erreichte. Im Januar 2016 schloss sie sich dem Bundesligaaufsteiger 1. FC Köln an, für den sie bis zum Saisonende in sechs Spielen zum Einsatz kam. Nach dem Abstieg des 1. FC Köln aus der Bundesliga wechselte Caldwell zum Pokalfinalisten SC Sand. In viereinhalb Spielzeiten brachte es sie bei SC auf 93 Bundesligaeinsätze und wurde Kapitänin der Mannschaft. In der laufenden Saison 2020/21 verließ sie Sand um in den USA für North Carolina Courage zu spielen.
Nachdem North Carolina Courage den Vertrag nicht verlängerte, wechselte sie im Januar 2022 zum Manchester United W.F.C., wo sie einen Vertrag bis zum Ende der Saison erhielt. Nach dem Saisonende wechselte sie erneut, diesmal innerhalb der Liga zum FC Reading.
Im August 2023 erhielt sie einen Vertrag bis zum Sommer 2025 beim FC Zürich Frauen.
Am 8. Dezember 2024 zog sie sich im Ligaspiel gegen den Lokalrivalen Grasshopper Club Zürich einen Kreuzbandriss zu.

### Nationalmannschaft
Caldwell debütierte im Rahmen des Algarve-Cup 2006 in der A-Nationalmannschaft. Ihr erstes Länderspieltor erzielte sie im Turnier um den Zypern-Cup 2013 gegen die Nationalmannschaft Nordirlands. Im Oktober 2022 qualifizierte sie sich mit ihrer Mannschaft durch einen 1:0-Sieg in den Play-Offs gegen die Nationalmannschaft Schottlands für die Weltmeisterschaft 2023 und damit erstmals für ein großes Fußballturnier. Am 28. Juni 2023 wurde sie für den finalen WM-Kader nominiert.
Am 27. Oktober 2023 bestritt sie beim 5:1-Sieg in der Nations League gegen Albanien ihr 100. Länderspiel.
Am 13. Januar 2025 gab sie nach 102 Spielen ihren Rücktritt aus der Nationalmannschaft bekannt.

### Persönliches
Sie ist seit dem Sommer 2023 mit der deutschen Fußballspielerin Mona Lohmann verheiratet.

## Erfolge
- 2013, 2015: Norwegischer Pokalfinalist (Avaldsnes IL)
- 2015: Norwegischer Vizemeister (Avaldsnes IL)